# Дудкін Захар Захарович
Захар Захарович Дудкін (позивний «Беркут») — капітан Національної гвардії України.

## Біографія
Захар Захарович Дудкін (позивний «Беркут») народився 17 квітня 2000 року в місті Керч, Автономна Республіка Крим. У 2006 році його родина переїхала до міста Бердянськ, Запорізька область, де Захар продовжив навчання.
У 2015 році, після завершення 9 класу, Захар вступив до військового ліцею «Захисник» у Запоріжжі, де здобув свою першу військову освіту. У 2017 році він завершив навчання в ліцеї і підписав контракт на службу в Збройних силах України, після чого розпочав службу у 540-му зенітно-ракетному полку.

## Військова кар'єра
У 2018 році Захар Дудкін вступив до інституту танкових військ ВІТВ НТУ «ХПІ» на факультет радіаційного, хімічного та біологічного захисту. Захар успішно завершив навчання у 2022 році, якраз на початку повномасштабного вторгнення Росії в Україну.
Після завершення інституту він приєднався до 80-ї окремої десантно-штурмової бригади, де обійняв посаду заступника командира роти. Захар Дудкін брав участь у важливій військовій операції «Понтонні бої» на річці Сіверський Донець. 25 травня 2022 року під час виконання завдання він отримав поранення, що потребувало лікування та реабілітації.
Після одужання Захар перевівся до 12-ї бригади спеціального призначення «Азов», де і продовжує службу до сьогодні.

## Звання та посади
Захар Дудкін має звання капітана у Національній гвардії України.